# Jetstar Airways
Jetstar Airways (code AITA : JQ ; code OACI : JST) est une compagnie aérienne australienne à bas coûts. Elle appartient en totalité à Qantas Airways, la compagnie nationale de l'Australie, et dessert principalement la côte est du pays.
La compagnie possède deux filiales : Jetstar Asia (basée à Singapour), Jetstar Japan (basée à Tokyo-Narita).
Elle possédait aussi Jetsar Pacific jusqu'en 2020.
Depuis qu'elle a reçu ses premiers avions long-courriers en 2013 (des Boeing 787), JetStar exploite quelques lignes entre l'Australie et l'Asie du Sud-Est. En juin 2010, JetStar a signé un accord interligne avec Air France-KLM, alors même que la maison mère de Jetstar, Qantas, est membre de l'alliance Oneworld alors qu'Air France-KLM est membre de SkyTeam.

## Destinations

### Réseau

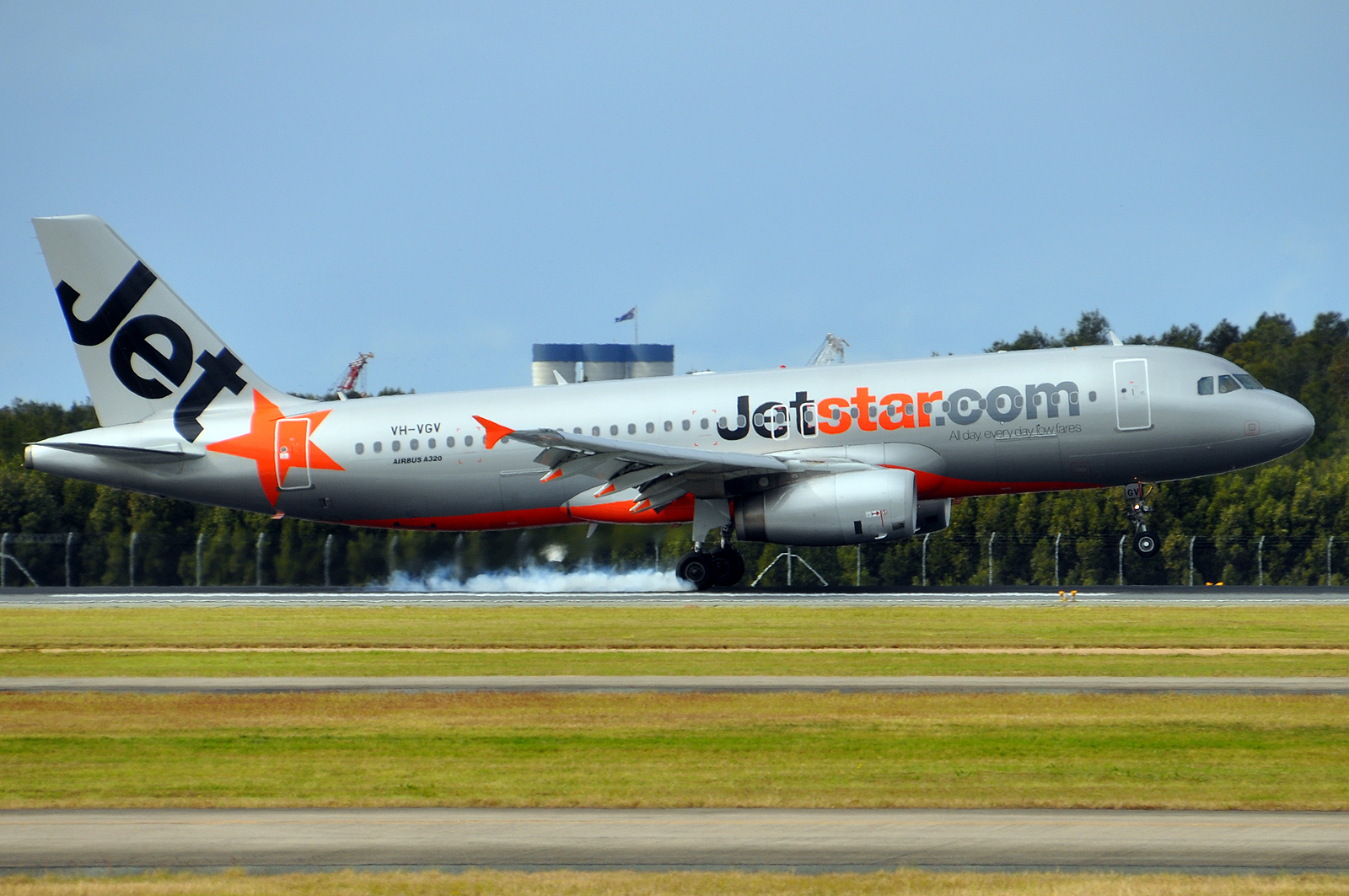
Airbus A320-232 Jetstar Airways

- Australie : Ballina, Newcastle, Sydney, Darwin, Brisbane, Cairns, Fraser Coast, Gold Coast, Hamilton Island, Hayman, Mackay, Port Douglas, Rockhampton, Sunshine Coast, Townsville, Whitsunday Coast, Adelaïde, Hobart, Launceston, Melbourne, Avalon, Perth
- Fidji : Nadi
- Hawaï : Honolulu
- Îles Cook : Avarua
- Indonésie : Denpasar (Bali), Jakarta
- Japon : Nagoya, Osaka, Tokyo
- Malaisie : Kuala Lumpur
- Nouvelle-Zélande : Auckland, Christchurch, Queenstown, Wellington
- Singapour : Singapour
- Thaïlande : Bangkok, Phuket
- Viêt Nam : Hô Chi Minh-Ville

## Partenariat

### Partage de codes
| - American Airlines - Emirates - Finnair | - Japan Airlines - Jeju Air - Jin Air | - LATAM Chile - LOT Polish Airlines - Qantas |

## Flotte

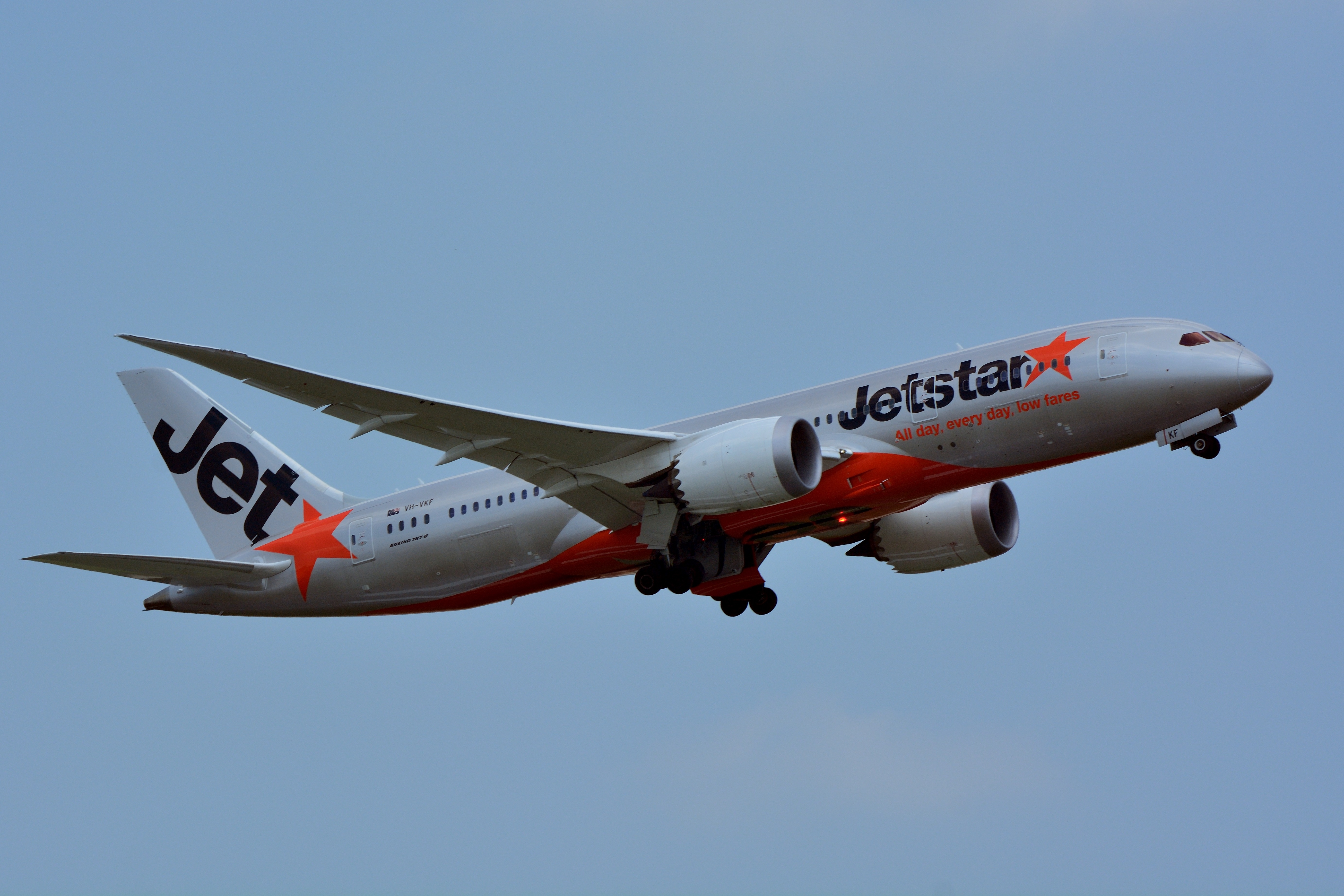
Boeing 787-8 Dreamliner de Jetstar Airways

Au mois de mai 2025, les appareils suivants sont en service au sein de la flotte de Jetstar,  :